# エルホーフェン
エルホーフェン (ドイツ語: Ellhofen) は、ドイツ連邦共和国バーデン＝ヴュルテンベルク州ハイルブロン郡に属す町村（以下、本項では便宜上「町」と記述する）。

## 地理

### 位置

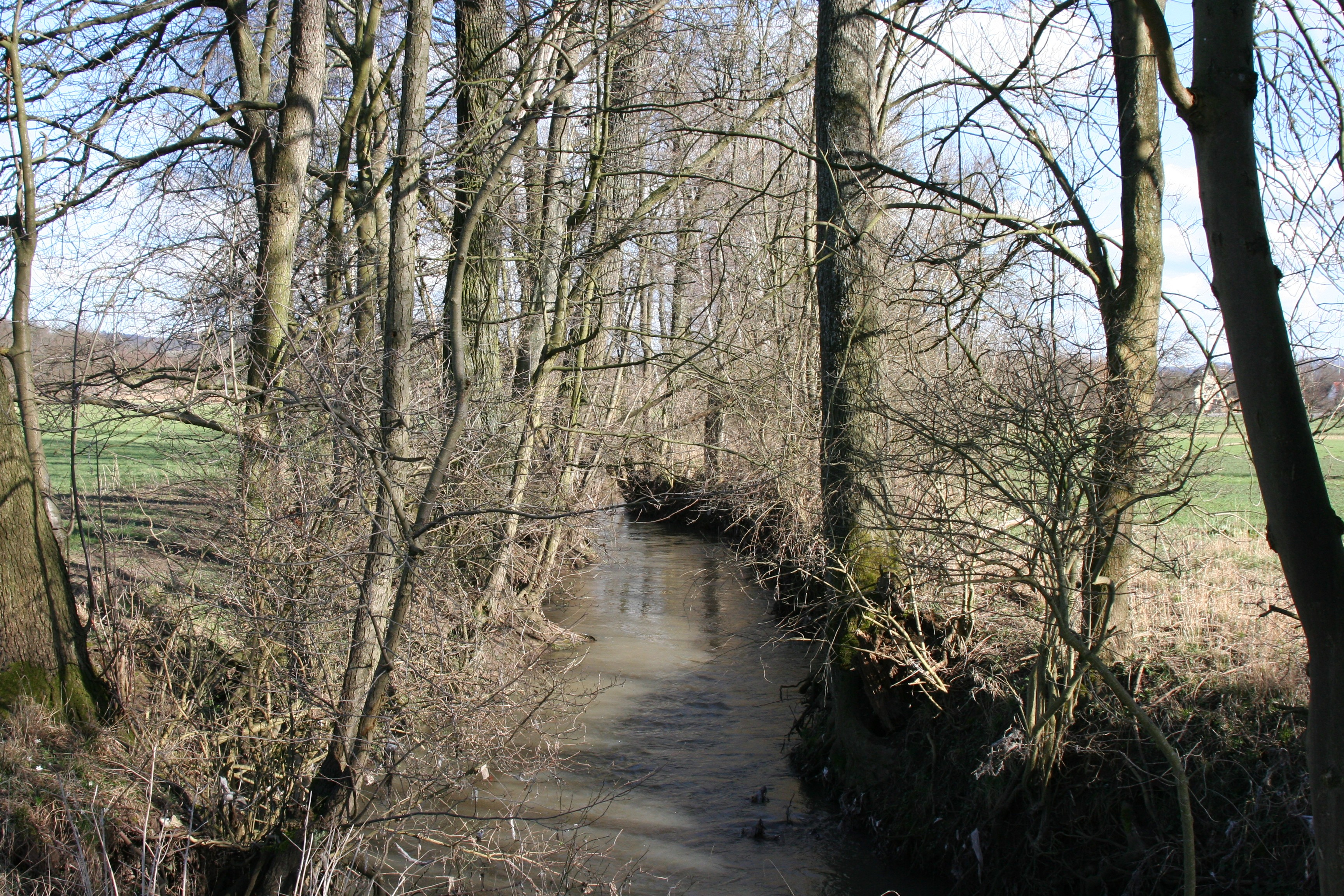
エルホーフェンを流れるズルム川

エルホーフェンは、ズルム川の渓谷に位置する。

### 隣接する市町村
西から北にかけてはヴァインスベルク、東にオーバーズルム、南にレーレンシュタインスフェルトが位置する。いずれの市町村もハイルブロン郡に属す。エルホーフェンはその北東に小さな飛び地があるが、これはヴァインスベルク＝ヴィンメンタール、オーバーズルムおよびブレッツフェルト（ホーエンローエ郡）に囲まれている。エルホーフェンは、エーバーシュタット、レーレンシュタインスフェルト、ヴァインスベルクと共に、ヴァインスベルクに本部を置く自治体行政連合「ラウム・ヴァインスベルク」を形成する。

## 歴史
エルホーフェンは、エーリンゲン聖堂参事会が設立された際、司教ゲープハルト2世・フォン・レーゲンスブルクからの1037年の寄付行為書に初めて記録されている。エルホーフェンの半分は、この頃にはすでに参事会の所領となっていた。エルホーフェンにおける裁判と代官、すなわち司法・行政権は14世紀までノイエンシュタイン家に属したが、1354年にその3/4がエーリンゲン参事会に売却された。残りの1/4は、ヴォルフ・フォン・シュタイン（彼は舅に当たるコンラート・フォン・ノイエンシュタインから相続した）を経由して、エンゲハルト・ヴァインスベルクの手に渡った。
宗教改革に伴い、参事会が廃止されると、その所領は（したがってエルホーフェンの一部も）、ホーエンローエ伯が獲得した。ヴァインスベルク家の所領部分は、1412年および1450年にプファルツ選帝侯領、1504年にヴュルテンベルク公領となり、後の1755年に公領のオーバーアムト・ヴァインスベルクに組み込まれた。エルホーフェンに占める面積は小さいものの、ヴュルテンベルク家はエルホーフェンにおける権利を徐々に拡大していった。ホーエンローエ家とヴュルテンベルク家との間の数十年間にわたる紛争の後、1567年の「ヴァインスベルク分割」でエルホーフェンにおける領主権はヴュルツブルク家に帰属することとなった。その後も、両家の間では、常に紛争が絶えなかった。
帝国領解体の時代、1806年にエルホーフェンのホーエンローエ領部分もヴュルテンベルク領となった。オーバーアムト・ヴァインスベルク廃止後、1926年にこの町はオーバーアムト・ハイルブロン、後のハイルブロン郡に編入された。

### 宗教

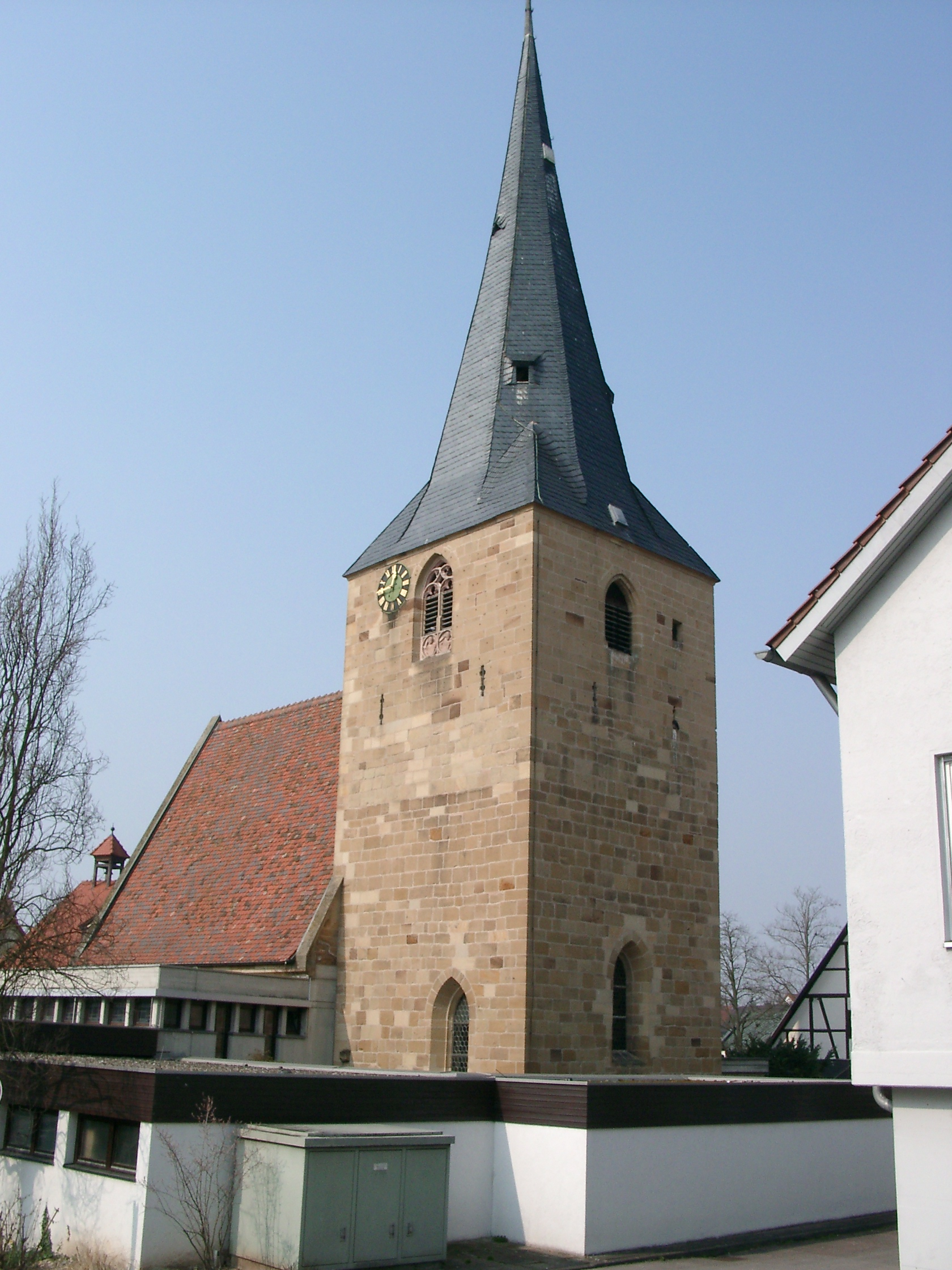
プロテスタントの教区教会、聖十字・聖ペテロ＝ゲノフェーファ教会

エルホーフェンには、1498年建造の教会堂を中心とするプロテスタントの教会組織（1952年から。それまではヴァインスベルクの教会組織の支部であった。）と新使徒教会の組織がある。カトリック信徒は、ヴィンメンタールのローマ・カトリック教会が管轄している。しかし、エルホーフェン町内にもカトリックの教会堂はある。

### 人口推移
- 1702年: 0338人
- 1745年: 0491人
- 2000年: 3260人
- 2005年: 3352人
- 2010年: 3328人
- 2015年: 3562人

## 行政

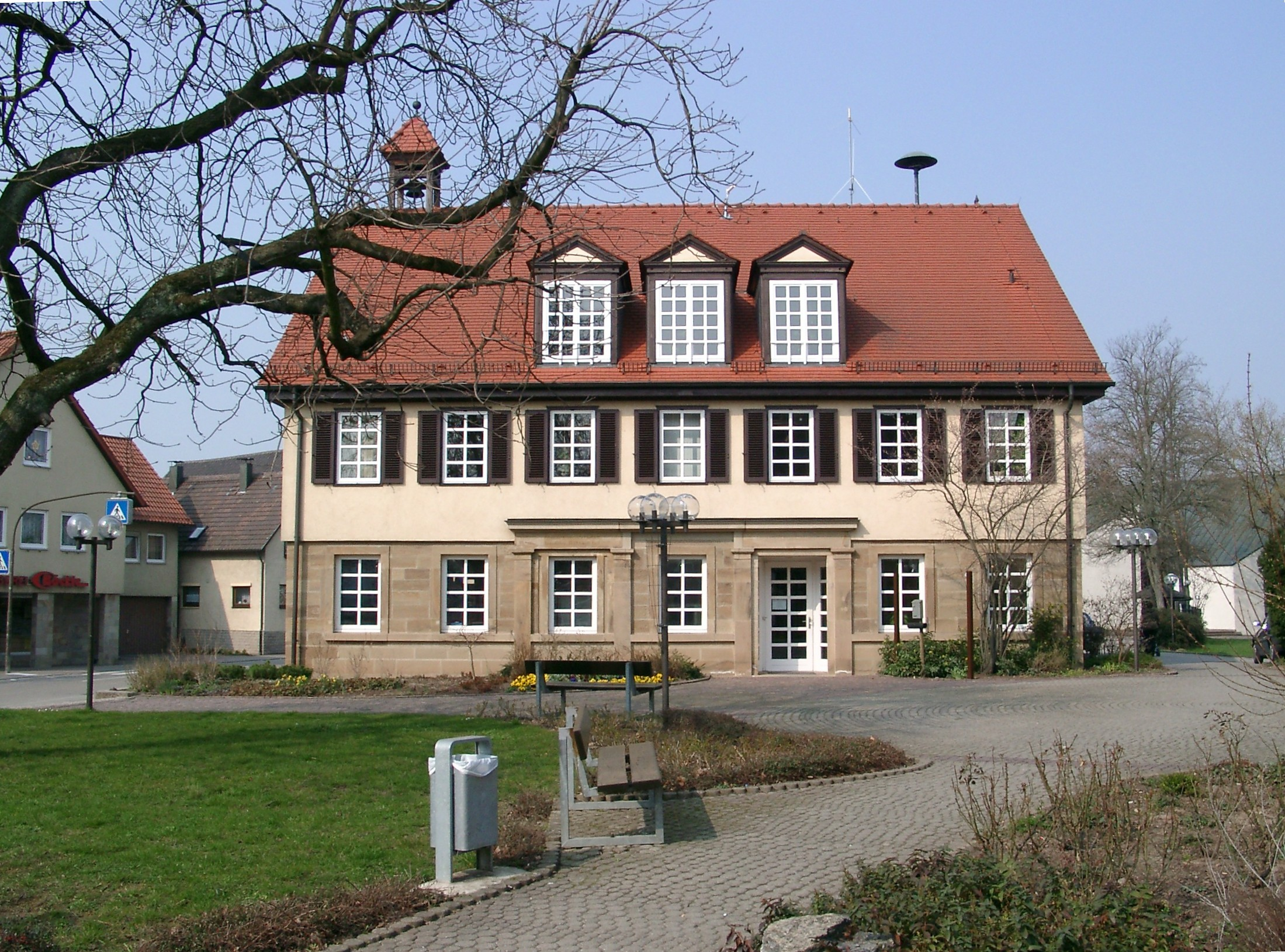
エルホーフェンの町役場

### 議会
エルホーフェンの議会は、12人の議員からなる。議会には議長を務める首長が加わる。

### 紋章と旗
紋章の図柄: 青地に、斜め十字に組み合わされた2本の銀の鍵で、その鍵の歯は外側を向いている。旗は、白-青である。
鍵は、聖ペテロの持ち物である。エルホーフェンでは町の印章に1844年から見られる。1938年に鍵の図案が初めて町の紋章となった。紋章の配色は1938年にヴュルテンベルクの文書庁から提案されたものである。紋章と旗は、1963年3月25日にバーデン＝ヴュルテンベルク州内務省によって認可された。

### 友好都市
- ペッチョリ（イタリア、トスカーナ州ピサ県）

## 文化と見所

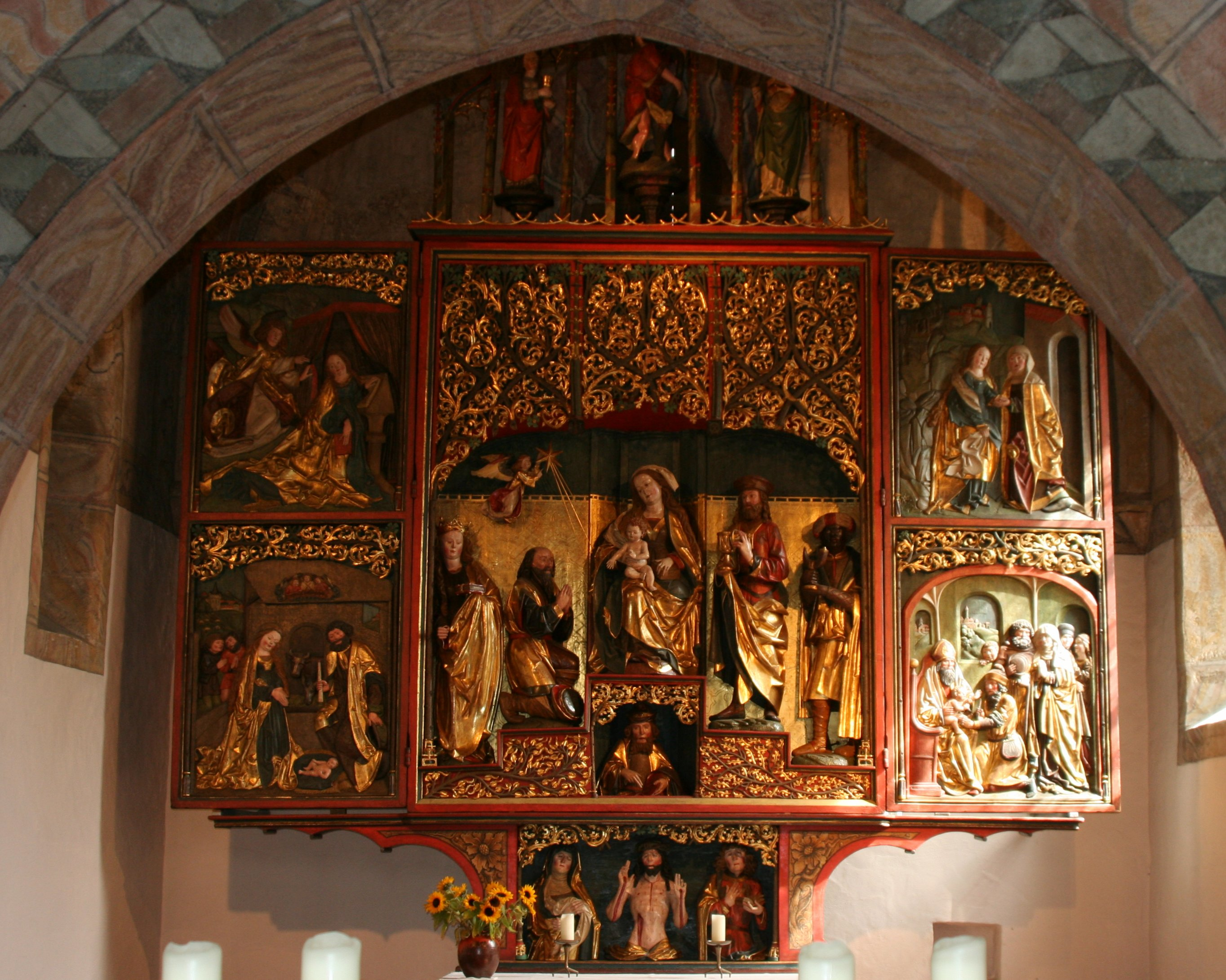
エルホーフェナー・アルター

聖十字・聖ペテロ＝ゲノフェーファ教会は、エルホーフェンのプロテスタント教区教会である。この教会には16世紀に創られた重要な彫刻祭壇「エルホーフェナー・アルター」がある。

### 年中行事
エルホーフェン・カーニバル協会は、毎年謝肉祭の時期に、様々な豪華な集いやパレードを実施している。9月の第1週末には、エルホーフェン音楽協会が教会広場付近で「Ellhofener Straßenkärwe」（エルホーフェン・ストリートコンサート）を行っている。

## 経済と社会資本

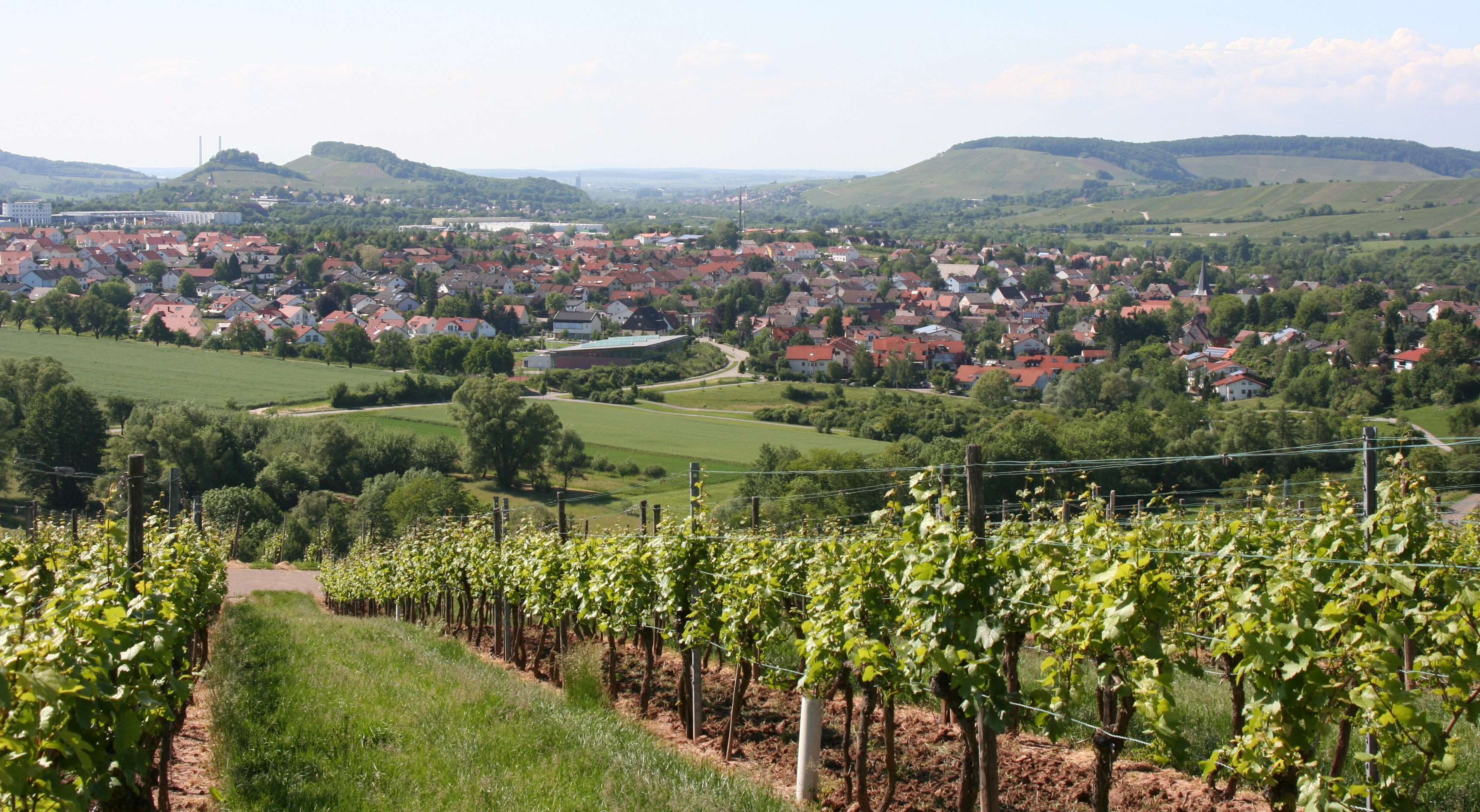
エルホーフェン南東部のブドウ畑から町を望む

エルホーフェンは、バーデン＝ヴュルテンベルク州の中でも長い伝統を持つワイン町であり、ヴュルテンベルク＝ウンターラント地方シュタウフェンベルク地区あるいはザルツベルク地区に属す。この町のブドウ畑は1264年に記録がある。

### 交通
エルホーフェンは、アウトバーンのヴァインスベルク・ジャンクションからほど近い、A81号線（ヴュルツブルク - ゴットマディンゲン）のヴァインスベルク／エルホーフェン・インターチェンジ沿いに位置する。また、現在は、近郊型列車とハイルブロンの市電が乗り入れ運転しているホーエンローエ鉄道（ハイルブロン - クライルスハイム）沿いでもある。ハイルブロンの市電はエーリンゲンまで運行している。エルホーフェン町内には、エルホーフェン駅とゲヴァーベゲビート・ヴァインスベルク／エルホーフェン（ヴァインスベルク／エルホーフェン産業地域）の2つの駅がある。

### 地元企業
エルホーフェンの最大の雇用主は、EDEKA社（大型小売店）である。

### メディア
エルホーフェンでの出来事は、日刊紙Heilbronner Stimmeのヴァインスベルクガー・タール版 (WT) に掲載される。